# Karakuri Circus
Karakuri Circus (からくりサーカス, Karakuri Sākasu) é uma série de mangá japonês escrito e ilustrado por Kazuhiro Fujita, o autor de Ushio and Tora. O mangá foi publicado pela revista da Shogakukan, Weekly Shōnen Sunday, de julho de 1997 a junho de 2006 e compilado em 43 volumes tankōbon.
A história é centrada em Masaru Saiga, um jovem que herda uma fortuna enorme e aspira a se tornar um marionetista, Narumi Katō, um especialista em kung-fu que sofre de síndrome de Zonapha (uma doença estranha que pára sua respiração a menos que ele faça as pessoas rirem) e Shirogane Saiga, uma mulher de cabelo prateado e zelador de Masaru que controla o fantoche Arlequim. Eles devem lutar contra os autômatos lutadores (manequins automáticos) e salvar o mundo da síndrome de Zonapha.
Karakuri Circus foi adaptado para anime pelo Studio VOLN. Foi ao ar de outubro de 2018 a junho de 2019.
Em 2018, o mangá tinha mais de 15 milhões de cópias impressas.

## Mídia

### Mangá
A serialização do mangá iniciou em 1997, na edição 32 de Weekly Shonen Sunday, lançado em 23 de julho de 1997. Terminou em 2006 na edição 26 da mesma revista, lançada em 14 de junho de 2006. Ele mediu 425 capítulos, que foram compilados em 43 volumes tankōbon, com o primeiro volume sendo lançado em 10 de dezembro de 1997 e o último em 11 de agosto de 2006. O mangá foi reimpresso e coletado em várias edições:
- My First Wide: Coletados em 16 volumes, lançados em novembro de 2008 a fevereiro de 2010.[6][7]
- Wide-ban: Coletados em 23 volumes, lançados em julho de 2011 a abril de 2013.[8][9]
- Bunkoban: Coletado em 22 volumes, lançado em maio de 2017 a fevereiro de 2019.[10][11]
- Kanzenban: Coletado em mais de 20 volumes, liberados em setembro de 2018 para a TBA.[10]

### Anime
Uma adaptação em anime da série contendo 36 episódios foi ao ar de 11 de outubro de 2018 a 27 de junho de 2019 em Tóquio MX e BS11. A série é animada pelo Studio VOLN e dirigida por Satoshi Nishimura, com Toshiki Inoue e Kazuhiro Fujita lidando com composição de séries, e Takahiro Yoshimatsu desenhando os personagens. Yuki Hayashi compôs a música da série e a Twin Engine a produziu. Bump of Chicken cantou a primeira música-tema da série "Gekkō", e Lozareena cantou a primeira música tema "Marionette". A segunda música-tema de abertura é "Haguruma", interpretada por KANA-BOON, e a segunda música-tema da série, "Yūdachi", é interpretada por Memai Siren. A terceira música tema de abertura é "Over me" interpretada por Lozareena, enquanto a terceira é a primeira música de abertura anterior, "Gekkō", de Bump of Chicken. A série foi transmitida exclusivamente pela Amazon Video em todo o mundo.

## Recepção
O mangá teve mais de 15 milhões de cópias impressas a partir de 2018.